# Balša Ier
Balša ou Balsha Ier (mort en 1362) est le premier souverain de la principauté de Zeta et le fondateur de la dynastie des Balšić. 

## Origine
Son origine ethnolinguistique est discutée, et il est selon les sources présenté comme d'origine serbe, albanaise, ou incertaine,.

## Biographie
Général de l'Empire serbe, Balša arrive au pouvoir en Zeta vers 1356 à la suite de la désintégration de l'Empire consécutif à la mort de Stefan Uroš IV Dušan. Au cours de son règne, il fait de la Zeta une principauté totalement autonome de l'Empire, car jusqu'alors la région était seulement une seigneurie semi-indépendante située entre le lac de Skadar et la mer Adriatique.

## Postérité
Balša Ier laisse trois fils qui règnent conjointement après sa mort : 
- Stracimir, mort moine sous le nom de Sava (en l'honneur de saint Sava) vers 1371/1372 ;
- Georges Ier, mort en janvier 1378 ;
- Balša II, mort le 18 septembre 1385.

## Source
- Venance Grumel  Traité d'Études Byzantines Volume I « La Chronologie » P.U.F Paris 1958 p. 292.